# René Covarrubias
René Matías Covarrubias Molina (Talca, Chile,19 de enero de 1995) es un futbolista chileno que juega de portero. En el año 2012 debutó como profesional en la filial de Rangers en un partido contra la filial de Audax Italiano.

## Clubes
| Club              | País  | Año  |
| ----------------- | ----- | ---- |
| Rangers de Talca  | Chile | 2012 |
| O'Higgins         | Chile | 2015 |
| Deportes Linares  | Chile | 2016 |
| Deportes Vallenar | Chile | 2017 |
| Tomas Greig       | Chile | 2017 |
| Deportes Linares  | Chile | 2018 |